# Бисченій-де-Сус
Бисченій-де-Сус (рум. Bâscenii de Sus) — село у повіті Бузеу в Румунії. Входить до складу комуни Калвінь.
Село розташоване на відстані 92 км на північ від Бухареста, 45 км на захід від Бузеу, 138 км на захід від Галаца, 67 км на південний схід від Брашова.

## Населення
За даними перепису населення 2002 року у селі проживали 956 осіб.
Національний склад населення села:
| Національність | Кількість осіб | Відсоток |
| -------------- | -------------- | -------- |
| румуни         | 860            | 90,0%    |
| цигани         | 95             | 9,9%     |

Рідною мовою назвали:
| Мова      | Кількість осіб | Відсоток |
| --------- | -------------- | -------- |
| румунська | 860            | 90,0%    |
| циганська | 94             | 9,8%     |